# Компетентнісний підхід
Компете́нтнісний підхі́д — спрямованість освітнього процесу на досягнення інтегральних результатів у навчанні, якими є загальні (базові, ключові) і спеціальні (предметні) компетентності тих, хто навчається. Загальні (базові, ключові) компетентності забезпечують наступність і послідовність навчання впродовж усього життя людини, вони поступово поглиблюються і збагачуються залежно від рівня освіти.  У вищій освіті та професійній підготовці виділяють, крім загальних (базових, ключових), професійні (пов'язані із спеціальністю) та фахові (пов'язані із спеціалізацією) компетентності.
У педагогіці підхід визначають як «сукупність взаємопов’язаних понять, ідей і способів педагогічної діяльності», «методологічний інструментарій для рішення складних задач», концептуалізованих, взаємоузгоджених поглядів на цільові настанови навчання і виховання, шляхи і способи їх реалізації за певних умов (державна освітня політика, освітньо-виховне середовище тощо). Звідси компетентнісний підхід у вищій освіті слід розуміти як єдність таких провідних положень:
1. Спрямованість на досягнення інтегральних показників підготовки майбутнього фахівця.
2. Системність набуття основних груп компетентностей – загальних (ключових), професійних і фахових.
3. Залежність системи компетентностей від рівня і ступеня вищої освіти, її поступове ускладнення, оновлення і збагачення.
4. Зорієнтованість на соціалізацію і професіоналізацію особистості, постійне поглиблення (вдосконалення) компетентностей в умовах неперервної освіти.

Компетентнісний підхід органічно поєднується і доповнюється іншими методологічними підходами (системним, діяльнісним, розвивальним, суб’єкт-суб’єктним тощо), створюючи таким чином підґрунтя для подолання застарілих форм і методів навчання, посилення навчальної мотивації, інтеграції видів освітньої, професійної, культуротворчої діяльності.
Принципова відмінність компетентнісної освітньої парадигми полягає в цільовій спрямованості вищої освіти, ціннісних орієнтирах суб’єктів навчання, очікуваних результатах освітньо-професійної підготовки майбутніх фахівців. Відповідно до реалій і потреб інформаційного суспільства компетентнісно орієнтована вища школа відмовляється від застарілої практики передавання та відтворення готових знань, спрямовує всіх учасників освітнього процесу на досягнення інтегральних показників в особистісному і професійному розвитку, під якими розуміють компетентності.
Метою базової середньої освіти є розвиток природних здібностей, інтересів, обдарувань учнів, формування компетентностей, необхідних для їх соціалізації та громадянської активності, свідомого вибору подальшого життєвого шляху та самореалізації, продовження навчання на рівні профільної освіти або здобуття професії, виховання відповідального, шанобливого ставлення до родини, суспільства, навколишнього природного середовища, національних та культурних цінностей українського народу.